# Apogonia subvittata
Apogonia subvittata är en skalbaggsart som beskrevs av Heller 1896. Apogonia subvittata ingår i släktet Apogonia och familjen Melolonthidae. Inga underarter finns listade i Catalogue of Life.